# Cantó de Gorron
El cantó de Gorron és un cantó francès del departament del Mayenne, situat al districte de Mayenne. Té 11 municipis i el cap és Gorron.

## Municipis
- Brecé
- Carelles
- Châtillon-sur-Colmont
- Colombiers-du-Plessis
- Gorron
- Hercé
- Lesbois
- Levaré
- Saint-Aubin-Fosse-Louvain
- Saint-Mars-sur-Colmont
- Vieuvy

## Història
| Data d'elecció                           | Identitat                 | Partit        | Qualitat |
| ---------------------------------------- | ------------------------- | ------------- | -------- |
| 1945-1953                                | Andoche Le Ray d'Abrantès | RI            |          |
| 1953-1955                                | M. Favard                 | RS            |          |
| 1955-1973                                | M. Maret                  | Divers droite |          |
| 1973-1985                                | Maurice Dufour            | Divers droite |          |
| 1985-1998                                | Jean Corbeau              | Divers droite |          |
| 1998-2011                                | Jean-Marc Allain          | Divers droite |          |
| 2011-                                    | Jean-Claude Giraud        | Divers droite |          |
| les dades anteriors no són pas conegudes |                           |               |          |
|                                          |                           |               |          |

## Demografia
| A partir de 1990: Població sense dobles comptes |